# ضرب‌دار
ضرب‌دار جماعت و شهرکی در جنوب‌غربی کشور تاجیکستان است که در ناحیهٔ کولاب ولایت ختلان قرار دارد. جمعیت این جماعت ۱۶٬۲۴۰ است.